# Volta a Cataluña 2014
La 94.ª edición de la Volta a Cataluña, se disputó entre el 24 y el 30 de marzo de 2014. Comenzó en Calella y finalizó en Barcelona, distribuiyéndose en siete etapas para un total de 1.173 kilómetros; contó con dos finales en alto tanto en la tercera como en la cuarta etapa, las otras jornadas fueron de media montaña siendo la primera y la última las más dificultosas en ese aspecto.
La prueba formó parte del UCI WorldTour 2014 siendo la quinta competencia de dicho calendario.
El ganador fue el español Joaquim Rodríguez del equipo Katusha, quien además se hizo con la tercera etapa. Lo acompañaron emn el podio Alberto Contador (Tinkoff-Saxo) y Tejay van Garderen (BMC).
En las clasificaciones secundarias vencieron Stef Clement (montaña), Michel Koch (sprints) y Garmin Sharp (equipos).

## Equipos participantes
Tomaron parte en la carrera 22 equipos: todos los UCI ProTeam (al ser obligada su participación); más 4 Profesionales Continentales invitados por la organización (Caja Rural-Seguros RGA, Cofidis, Solutions Crédits, CCC Polsat Polkowice y Wanty-Groupe Gobert). Formando así un pelotón de 176 ciclistas, de 8 ciclistas cada equipo, los que finalizaron 101. Los equipos participantes fueron:
| Equipo                               | Cód. UCI | Categoría               | Jefe de filas                     |
| ------------------------------------ | -------- | ----------------------- | --------------------------------- |
| Ag2r La Mondiale                     | ALM      | UCI ProTeam             | Carlos Betancur                   |
| Astana Pro Team                      | AST      | UCI ProTeam             | Mikel Landa Jakob Fuglsang        |
| Belkin-Pro Cycling Team              | BEL      | UCI ProTeam             | Laurens ten Dam                   |
| BMC Racing Team                      | BMC      | UCI ProTeam             | Samuel Sánchez Tejay van Garderen |
| Cannondale                           | CAN      | UCI ProTeam             | Ivan Basso                        |
| FDJ.fr                               | FDJ      | UCI ProTeam             | Thibaut Pinot                     |
| Garmin-Sharp                         | GRS      | UCI ProTeam             | Daniel Martin                     |
| Team Katusha                         | KAT      | UCI ProTeam             | Joaquim Rodríguez                 |
| Lampre-Merida                        | LAM      | UCI ProTeam             | Chris Horner                      |
| Lotto Belisol                        | LTB      | UCI ProTeam             | Jurgen Van den Broeck             |
| Movistar Team                        | MOV      | UCI ProTeam             | Nairo Quintana                    |
| Omega Pharma-Quick Step Cycling Team | OPQ      | UCI ProTeam             | Rigoberto Urán                    |
| Orica GreenEDGE                      | OGE      | UCI ProTeam             | Christian Meier                   |
| Team Sky                             | SKY      | UCI ProTeam             | Chris Froome                      |
| Team Giant-Shimano                   | GIA      | UCI ProTeam             | Warren Barguil                    |
| Team Europcar                        | EUC      | UCI ProTeam             | Thomas Voeckler Pierre Rolland    |
| Tinkoff-Saxo                         | TCS      | UCI ProTeam             | Alberto Contador                  |
| Trek Factory Racing                  | TFR      | UCI ProTeam             | Haimar Zubeldia Julián Arredondo  |
| Caja Rural-Seguros RGA               | CJR      | Profesional Continental | Luis León Sánchez                 |
| Cofidis, Solutions Crédits           | COF      | Profesional Continental | Dani Navarro                      |
| CCC Polsat Polkowice                 | CCC      | Profesional Continental | Davide Rebellin                   |
| Wanty-Groupe Gobert                  | WGG      | Profesional Continental | Thomas Degand                     |

## Etapas

### 1.ª etapa: 24 de marzo de 2014.Calella-Calella, 165,7 km
|   | Ciclista           | Equipo                  | Tiempo         |
| - | ------------------ | ----------------------- | -------------- |
| 1 | Luka Mezgec        | Giant-Shimano           | 4 h 9 min 13 s |
| 2 | Leigh Howard       | Orica-GreenEDGE         | m.t.           |
| 3 | Julian Alaphilippe | Omega Pharma-Quick Step | m.t.           |
| 4 | Paul Martens       | Belkin                  | m.t.           |
| 5 | Tosh Van der Sande | Lotto Belisol           | m.t.           |

|   | Ciclista           | Equipo                  | Tiempo         |
| - | ------------------ | ----------------------- | -------------- |
| 1 | Luka Mezgec        | Giant-Shimano           | 4 h 9 min 03 s |
| 2 | Leigh Howard       | Orica-GreenEDGE         | a 4 s          |
| 3 | Julian Alaphilippe | Omega Pharma-Quick Step | a 6 s          |
| 4 | Boris Vallée       | Lotto-Belisol           | a 8 s          |
| 5 | Cédric Pineau      | FDJ.fr                  | a 9 s          |

### 2.ª etapa: 25 de marzo de 2014.Mataró-Gerona,  171,2 km
|   | Ciclista           | Equipo                  | Tiempo          |
| - | ------------------ | ----------------------- | --------------- |
| 1 | Luka Mezgec        | Giant-Shimano           | 3 h 57 min 49 s |
| 2 | Roberto Ferrari    | Lampre-Merida           | m.t.            |
| 3 | Daniele Ratto      | Cannondale              | m.t.            |
| 4 | Julian Alaphilippe | Omega Pharma-Quick Step | m.t.            |
| 5 | Marcus Burghardt   | BMC Racing              | m.t.            |

|   | Ciclista           | Equipo                  | Tiempo         |
| - | ------------------ | ----------------------- | -------------- |
| 1 | Luka Mezgec        | Giant-Shimano           | 8 h 6 min 42 s |
| 2 | Roberto Ferrari    | Lampre-Merida           | a 14 s         |
| 3 | Leigh Howard       | Orica-GreenEDGE         | m.t.           |
| 4 | Julian Alaphilippe | Omega Pharma-Quick Step | a 16 s         |
| 5 | Daniele Ratto      | Cannondale              | m.t.           |

### 3.ª etapa: 26 de marzo de 2014.Bañolas-La Molina, 162,9 km
|   | Ciclista           | Equipo       | Tiempo          |
| - | ------------------ | ------------ | --------------- |
| 1 | Joaquim Rodríguez  | Katusha      | 4 h 50 min 55 s |
| 2 | Alberto Contador   | Tinkoff-Saxo | a 5 s           |
| 3 | Nairo Quintana     | Movistar     | a 9 s           |
| 4 | Tejay van Garderen | BMC Racing   | a 11 s          |
| 5 | Chris Froome       | Sky          | a 13 s          |

|   | Ciclista           | Equipo       | Tiempo           |
| - | ------------------ | ------------ | ---------------- |
| 1 | Joaquim Rodríguez  | Katusha      | 12 h 58 min 00 s |
| 2 | Alberto Contador   | Tinkoff-Saxo | a 5 s            |
| 3 | Nairo Quintana     | Movistar     | a 9 s            |
| 4 | Tejay van Garderen | BMC Racing   | a 11 s           |
| 5 | Chris Froome       | Sky          | a 13 s           |

### 4.ª etapa: 27 de marzo de 2014.Alp-Vallter 2000(Setcasas), 166,4 km
|   | Ciclista           | Equipo           | Tiempo        |
| - | ------------------ | ---------------- | ------------- |
| 1 | Tejay van Garderen | BMC Racing       | 4 h 49 m 30 s |
| 2 | Romain Bardet      | Ag2r La Mondiale | m.t.          |
| 3 | Alberto Contador   | Tinkoff-Saxo     | a 3 s         |
| 4 | Joaquim Rodríguez  | Katusha          | a 4 s         |
| 5 | Nairo Quintana     | Movistar         | a 5 s         |

|   | Ciclista           | Equipo           | Tiempo           |
| - | ------------------ | ---------------- | ---------------- |
| 1 | Joaquim Rodríguez  | Katusha          | 17 h 47 min 34 s |
| 2 | Alberto Contador   | Tinkoff-Saxo     | a 4 s            |
| 3 | Tejay van Garderen | BMC Racing       | a 7 s            |
| 4 | Romain Bardet      | Ag2r La Mondiale | a 10 s           |
| 5 | Nairo Quintana     | Movistar         | m.t.             |

### 5.ª etapa: 28 de marzo de 2014.Llanás(Valle de Camprodón)-Valls, 222,2 km
|   | Ciclista           | Equipo                  | Tiempo          |
| - | ------------------ | ----------------------- | --------------- |
| 1 | Luka Mezgec        | Giant-Shimano           | 5 h 16 min 00 s |
| 2 | Julian Alaphilippe | Omega Pharma-Quick Step | m.t.            |
| 3 | Samuel Dumoulin    | Ag2r La Mondiale        | m.t.            |
| 4 | Paul Martens       | Belkin                  | m.t.            |
| 5 | Michel Kreder      | Wanty-Groupe Gobert     | m.t.            |

|   | Ciclista           | Equipo           | Tiempo           |
| - | ------------------ | ---------------- | ---------------- |
| 1 | Joaquim Rodríguez  | Katusha          | 23 h 03 min 34 s |
| 2 | Alberto Contador   | Tinkoff-Saxo     | a 4 s            |
| 3 | Tejay van Garderen | BMC Racing       | a 7 s            |
| 4 | Romain Bardet      | Ag2r La Mondiale | a 10 s           |
| 5 | Nairo Quintana     | Movistar         | m.t.             |

### 6.ª etapa: 29 de marzo de 2014.Vendrell-Villanueva y Geltrú, 163,9 km
|   | Ciclista         | Equipo                     | Tiempo          |
| - | ---------------- | -------------------------- | --------------- |
| 1 | Stef Clement     | Belkin                     | 3 h 58 min 44 s |
| 2 | Rudy Molard      | Cofidis, Solutions Crédits | a 3 s           |
| 3 | Pieter Serry     | Omega Pharma-Quick Step    | m.t.            |
| 4 | Jens Voigt       | Trek                       | m.t.            |
| 5 | Marek Rutkiewicz | CCC Polsat Polkowice       | m.t.            |

|   | Ciclista           | Equipo           | Tiempo           |
| - | ------------------ | ---------------- | ---------------- |
| 1 | Joaquim Rodríguez  | Katusha          | 27 h 03 min 13 s |
| 2 | Alberto Contador   | Tinkoff-Saxo     | a 4 s            |
| 3 | Tejay van Garderen | BMC Racing       | a 7 s            |
| 4 | Romain Bardet      | Ag2r La Mondiale | a 10 s           |
| 5 | Nairo Quintana     | Movistar         | m.t.             |

### 7.ª etapa: 30 de marzo de 2014.Barcelona(Montjuic)-Barcelona(Montjuic), 120,7 km
|   | Ciclista         | Equipo     | Tiempo          |
| - | ---------------- | ---------- | --------------- |
| 1 | Lieuwe Westra    | Astana     | 2 h 36 min 14 s |
| 2 | Marcus Burghardt | BMC Racing | a 1 min 22 s    |
| 3 | Thomas Voeckler  | Europcar   | m.t.            |
| 4 | Maciej Paterski  | Cannondale | a 1 min 26 s    |
| 5 | Yoann Bagot      | Cofidis    | a 1 min 36 s    |

|   | Ciclista           | Equipo           | Tiempo           |
| - | ------------------ | ---------------- | ---------------- |
| 1 | Joaquim Rodríguez  | Katusha          | 29 h 41 min 34 s |
| 2 | Alberto Contador   | Tinkoff-Saxo     | a 4 s            |
| 3 | Tejay van Garderen | BMC Racing       | a 7 s            |
| 4 | Romain Bardet      | Ag2r La Mondiale | a 10 s           |
| 5 | Nairo Quintana     | Movistar         | m.t.             |

## Clasificaciones finales

### Clasificación general
| Posición | Ciclista           | Equipo           | Puntos           |
| -------- | ------------------ | ---------------- | ---------------- |
|          | Joaquim Rodríguez  | Katusha          | 29 h 41 min 34 s |
| 2        | Alberto Contador   | Tinkoff-Saxo     | a 4 s            |
| 3        | Tejay van Garderen | BMC              | a 7 s            |
| 4        | Romain Bardet      | AG2R La Mondiale | a 10 s           |
| 5        | Nairo Quintana     | Movistar         | m.t.             |
| 6        | Chris Froome       | Sky              | a 17 s           |
| 7        | Andrew Talansky    | Garmin Sharp     | a 18 s           |
| 8        | Domenico Pozzovivo | AG2R La Mondiale | a 26 s           |
| 9        | Warren Barguil     | Giant-Shimano    | a 42 s           |
| 10       | Robert Kiserlovski | Trek             | a 48 s           |

## Evolución de las clasificaciones
| Etapa (Vencedor)               | Clasificación general | Clasificación de la montaña | Clasificación de los sprints | Clasificación por equipos | Clasificación de los catalanes | Clasificación del trofeo Miguel Poblet |
| ------------------------------ | --------------------- | --------------------------- | ---------------------------- | ------------------------- | ------------------------------ | -------------------------------------- |
| 1.ª etapa (Luka Mezgec)        | Luka Mezgec           | Romain Lemarchand           | Boris Vallée                 | Omega Pharma-Quick Step   | Joaquim Rodríguez              | Romain Lemarchand                      |
| 2.ª etapa (Luka Mezgec)        | Luka Mezgec           | Romain Lemarchand           | Boris Vallée                 | Lotto Belisol             | Joaquim Rodríguez              | Michel Koch                            |
| 3.ª etapa (Joaquim Rodríguez)  | Joaquim Rodríguez     | Jack Bobridge               | Michel Koch                  | Ag2r La Mondiale          | Joaquim Rodríguez              | Michel Koch                            |
| 4.ª etapa (Tejay van Garderen) | Joaquim Rodríguez     | Stef Clement                | Michel Koch                  | Garmin Sharp              | Joaquim Rodríguez              | Michel Koch                            |
| 5.ª etapa (Luka Mezgec)        | Joaquim Rodríguez     | Stef Clement                | Michel Koch                  | Garmin Sharp              | Joaquim Rodríguez              | Michel Koch                            |
| 6.ª etapa (Stef Clement)       | Joaquim Rodríguez     | Stef Clement                | Michel Koch                  | Garmin Sharp              | Joaquim Rodríguez              | Michel Koch                            |
| 7.ª etapa (Lieuwe Westra)      | Joaquim Rodríguez     | Stef Clement                | Michel Koch                  | Garmin Sharp              | Joaquim Rodríguez              | Michel Koch                            |
| Final                          | Joaquim Rodríguez     | Stef Clement                | Michel Koch                  | Garmin Sharp              | Joaquim Rodríguez              | Michel Koch                            |

## UCI World Tour
La Volta a Cataluña otorgó puntos para el UCI WorldTour 2014, solamente para corredores de equipos UCI ProTeam. Las siguientes tablas son el baremo de puntuación y los corredores que obtuvieron puntos:
| Posición              | 1º  | 2º | 3º | 4º | 5º | 6º | 7º | 8º | 9º | 10º |
| Clasificación general | 100 | 80 | 70 | 60 | 50 | 40 | 30 | 20 | 10 | 4   |
| Por etapa             | 6   | 4  | 2  | 1  | 1  |    |    |    |    |     |

| Ciclista           | Equipo           | Puntos |
| ------------------ | ---------------- | ------ |
| Joaquim Rodríguez  | Katusha          | 107    |
| Alberto Contador   | Tinkoff-Saxo     | 86     |
| Tejay van Garderen | BMC Racing       | 77     |
| Romain Bardet      | Ag2r La Mondiale | 64     |
| Nairo Quintana     | Movistar         | 53     |
| Chris Froome       | Sky              | 41     |
| Andrew Talansky    | Garmin Sharp     | 30     |
| Domenico Pozzovivo | Ag2r La Mondiale | 20     |
| Luka Mezgec        | Giant-Shimano    | 18     |
| Warren Barguil     | Giant-Shimano    | 10     |

| Resto de corredores | Resto de corredores     | Resto de corredores | Resto de corredores |
| ------------------- | ----------------------- | ------------------- | ------------------- |
| Ciclista            | Equipo                  | Puntos              |                     |
| Julian Alaphilippe  | Omega Pharma-Quick Step | 7                   |                     |
| Stef Clement        | Belkin                  | 6                   |                     |
| Lieuwe Westra       | Astana                  | 6                   |                     |
| Marcus Burghardt    | BMC Racing              | 5                   |                     |
| Roberto Ferrari     | Lampre-Merida           | 4                   |                     |
| Leigh Howard        | Orica GreenEDGE         | 4                   |                     |
| Robert Kiserlovski  | Trek Factory Racing     | 4                   |                     |
| Samuel Dumoulin     | Ag2r La Mondiale        | 2                   |                     |
| Paul Martens        | Belkin                  | 2                   |                     |
| Daniele Ratto       | Cannondale              | 2                   |                     |
| Pieter Serry        | Omega Pharma-Quick Step | 2                   |                     |
| Thomas Voeckler     | Europcar                | 2                   |                     |
| Tosh Van der Sande  | Lotto Belisol           | 1                   |                     |
| Jens Voigt          | Trek                    | 1                   |                     |